# Palazzo della Corte suprema degli Stati Uniti d'America
Il palazzo della Corte suprema è la sede della Corte suprema degli Stati Uniti d'America. È situato a Washington, First Street NE 1 e occupa un isolato ad est del Campidoglio. La gestione e la manutenzione dell'edificio sono di competenza dell'Architect of the Capitol. Il 4 maggio 1987 il palazzo è stato dichiarato National Historic Landmark.

## Storia
Prima che fosse fondata la città di Washington, capitale degli Stati Uniti, il governo del nuovo stato fissò inizialmente la sua sede a New York; la Corte suprema si riuniva nel Merchants Exchange Building. Nel 1790 la capitale fu trasferita a Filadelfia, e anche la Corte si spostò in questa città; qui utilizzò dapprima la Independence Hall e poi (dal 1791 al 1800) il Vecchio Municipio (Old City Hall).

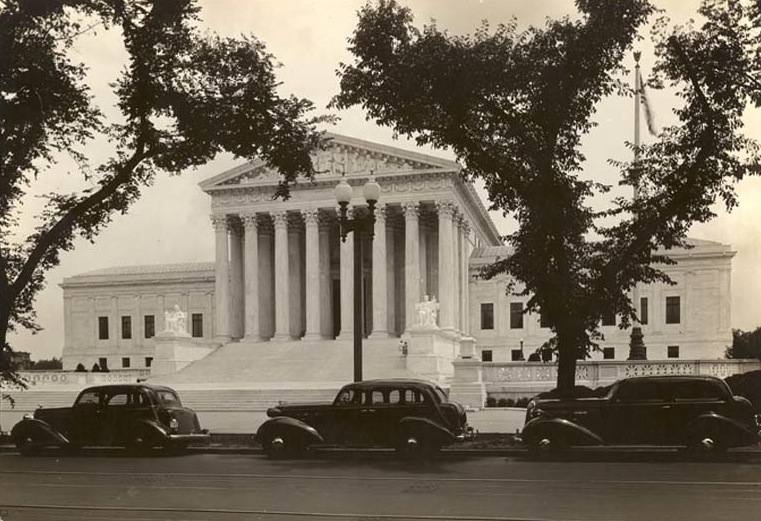
Il palazzo della Corte suprema intorno al 1935

Quando il governo federale si stabilì infine a Washington nel 1800, alla Corte, priva di una sede propria, fu assegnata una piccola sala nel seminterrato del Campidoglio. La Corte restò nel Campidoglio fino al 1935 (con l'eccezione del periodo tra il 1812 e il 1819, a causa dell'incendio della città avvenuto durante la guerra del 1812 con la Gran Bretagna). Nel 1819 la Corte cominciò ad utilizzare una sala che poi fu nota come la Old Supreme Court Chamber. Quando il Senato (che era divenuto progressivamente più numeroso al crescere del numero degli Stati) nel 1860 si spostò in un'aula più grande, la Corte prese il suo posto nella Old Senate Chamber.
Nel 1929 il giudice capo William Howard Taft convinse finalmente il Congresso ad autorizzare la costruzione di una sede autonoma per la Corte. La progettazione fu affidata all'architetto Cass Gilbert, e la costruzione iniziò il 13 ottobre 1932. Sia Taft sia Gilbert morirono prima che l'edificio fosse completato, e i lavori continuarono sotto la direzione di Cass Gilbert Jr. e John R. Rockart. L'edificio fu ultimato nel 1935, con un costo complessivo di 9740000 $ (con un risparmio di 94000 $ sullo stanziamento iniziale). "L'edificio fu progettato per avere dimensioni adeguate all'importanza e alla dignità della Corte e del potere giudiziario come ramo del governo degli Stati Uniti indipendente e posto sullo stesso livello degli altri due, e come simbolo dell'ideale nazionale di giustizia nella più alta sfera di attività". La Corte tenne la prima seduta nel nuovo edificio il 7 ottobre 1935.
Non tutti i giudici furono soddisfatti della nuova sistemazione, e specialmente della grande aula delle udienze. Harlan Fiske Stone la descrisse come "esageratamente pretenziosa e magniloquente... Del tutto inadatta per quel tranquillo gruppo di vecchi che è la Corte suprema". Un altro giudice disse che la corte gli sarebbe apparsa come "nove scarabei neri nel tempio di Karnak", e un altro si lamentò perché in un ambiente tanto cerimoniale e pomposo sembrava che i giudici dovessero fare il loro ingresso nell'aula a cavallo di elefanti.

## Un tempio per la giustizia

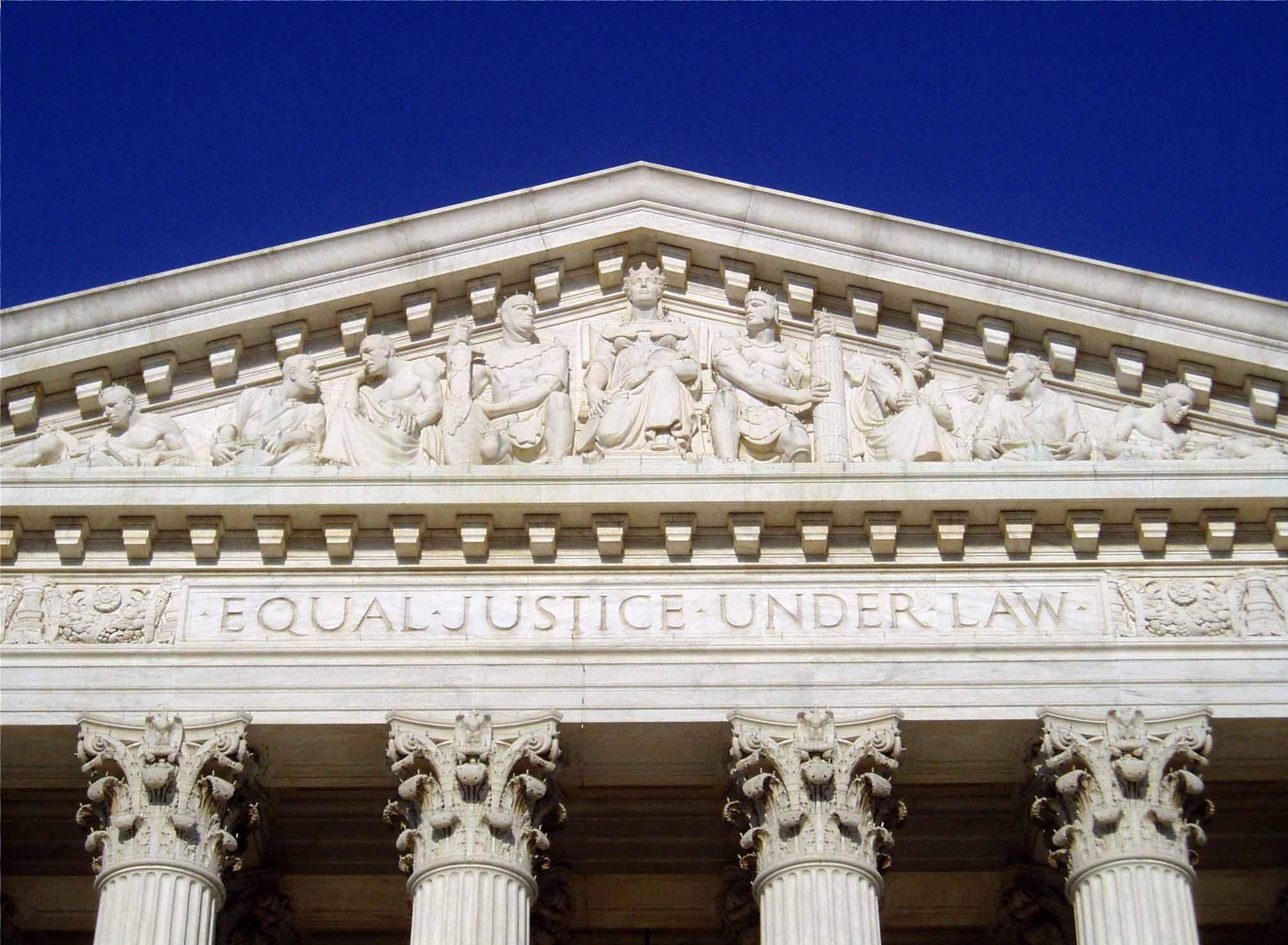
La scritta Equal justice under law sulla facciata ovest del palazzo

Il palazzo della Corte si trova in First Street NE n.1, direttamente ad est del Campidoglio. È un grande, maestoso edificio marmoreo in stile neoclassico, con pronai in stile corinzio sui lati ovest ed est. Misura circa 117 metri (in direzione ovest-est) per 93 (in direzione nord-sud), e comprende (nella parte più alta) cinque piani fuori terra. Sul lato ovest (verso il Campidoglio) una scalinata conduce all'ingresso principale, attraverso un pronao comprendente sedici colonne e un frontone che riporta la scritta Equal justice under law (Uguale giustizia sotto la legge). Un pronao simile si trova sul lato est.

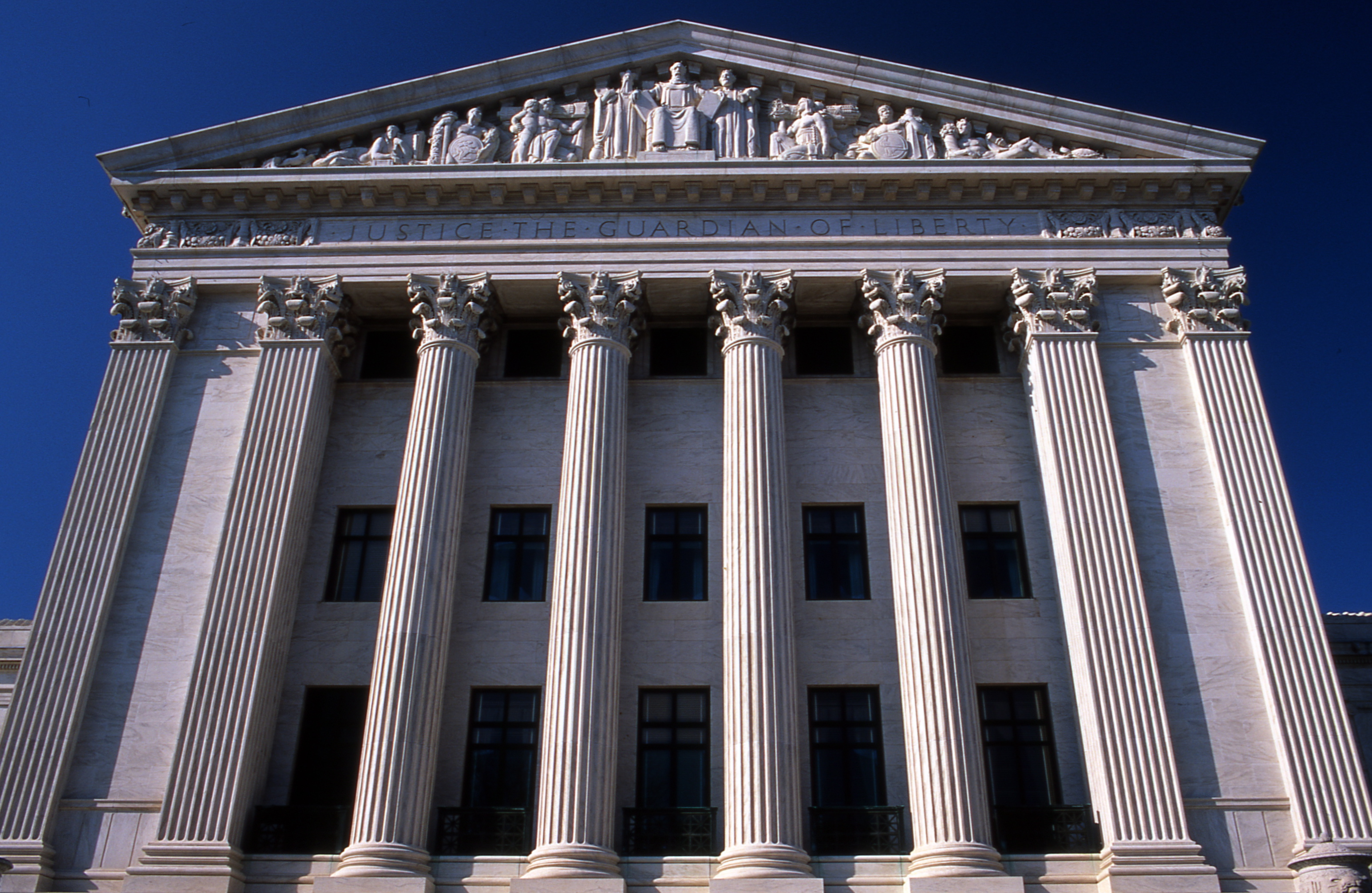
"Justice the Guardian of Liberty" sulla facciata est

L'esterno è costruito in marmo del Vermont, mentre le facciate dei quattro cortili interni sono in marmo della Georgia. La maggior parte degli spazi interni sono rivestiti di marmo dell'Alabama, tranne l'aula delle udienze, in cui sono stati utilizzati marmi provenienti dalla Spagna e dall'Italia.

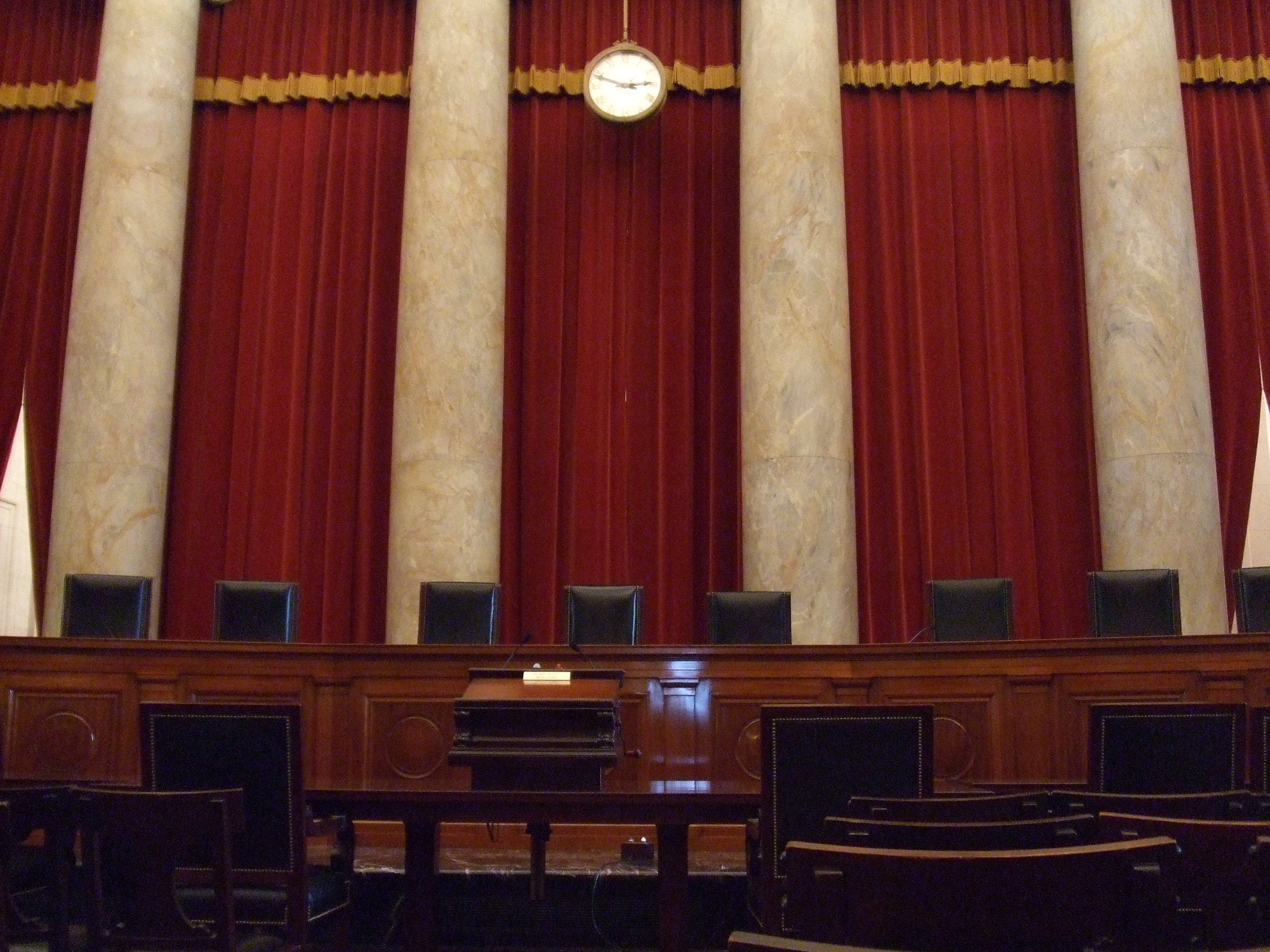
Il banco dei giudici nell'aula delle udienze

Gli spazi interni sono così organizzati:
- al piano interrato: impianti e locali per la manutenzione; autorimessa; sala smistamento posta.
- al piano terreno: ufficio informazioni e sala stampa; ufficio del cancelliere; uffici amministrativi e pubblicazioni; locali per la polizia della Corte; spazi per mostre; ristorante; negozio per i turisti.
- al primo piano: ingresso principale che dà accesso alla Great Hall (ampio corridoio che attraversa l'edificio); aula delle udienze, grande sala di circa 25x27 metri; studi dei giudici (tranne quello di Ruth Bader Ginsburg); camera di consiglio; sala della vestizione: due sale per riunioni; sala avvocati; ufficio per il solicitor general.
- al secondo piano: studio di Ruth Bader Ginsburg, ufficio del Reporter of decisions, ufficio legale, uffici per gli assistenti dei giudici, sala da pranzo e sala di lettura per i giudici.
- al terzo piano: biblioteca della Corte.
- al quarto piano: palestra e campo da pallacanestro (che, con un gioco di parole tra court="corte" e court="campo", è stato definito "the highest court in the land")[6].

Della sicurezza dell'edificio si occupa un apposito corpo di polizia, la Supreme Court Police.
A partire dal 2003 l'edificio è stato sottoposto a una ristrutturazione completa, con il rifacimento degli impianti (che risalivano ancora al 1935), la riorganizzazione di alcuni spazi interni e l'adeguamento alle normative di sicurezza. Per consentire il funzionamento della Corte senza interruzioni, i lavori sono stati suddivisi in lotti che non hanno mai interessato più di un quarto dell'edificio; i lavori sono stati completati nel gennaio 2011, con un costo complessivo stimato di 122 milioni di dollari. Sono stati poi ristrutturati anche gli spazi esterni.

## Sculture

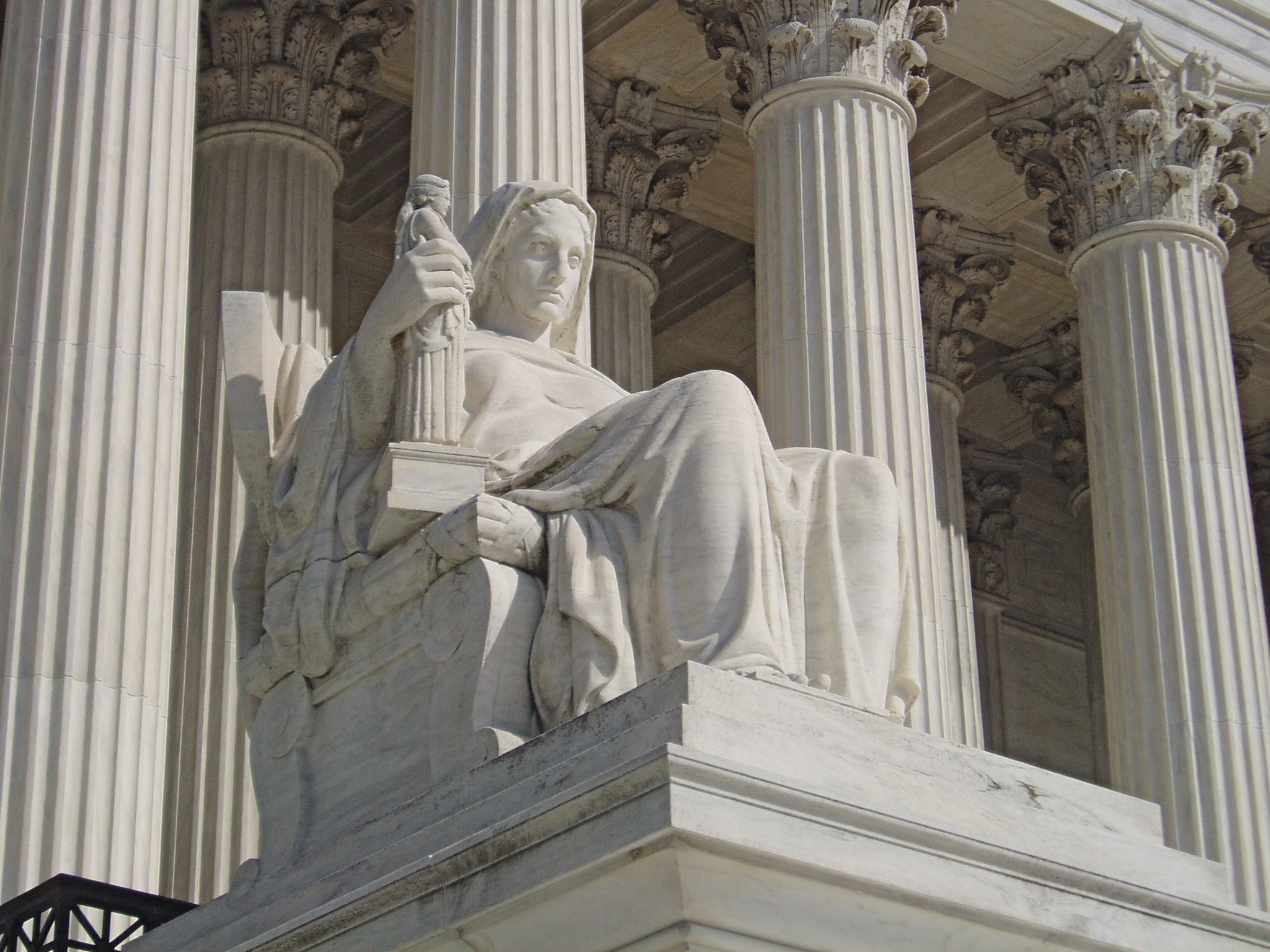
"La giustizia in meditazione"

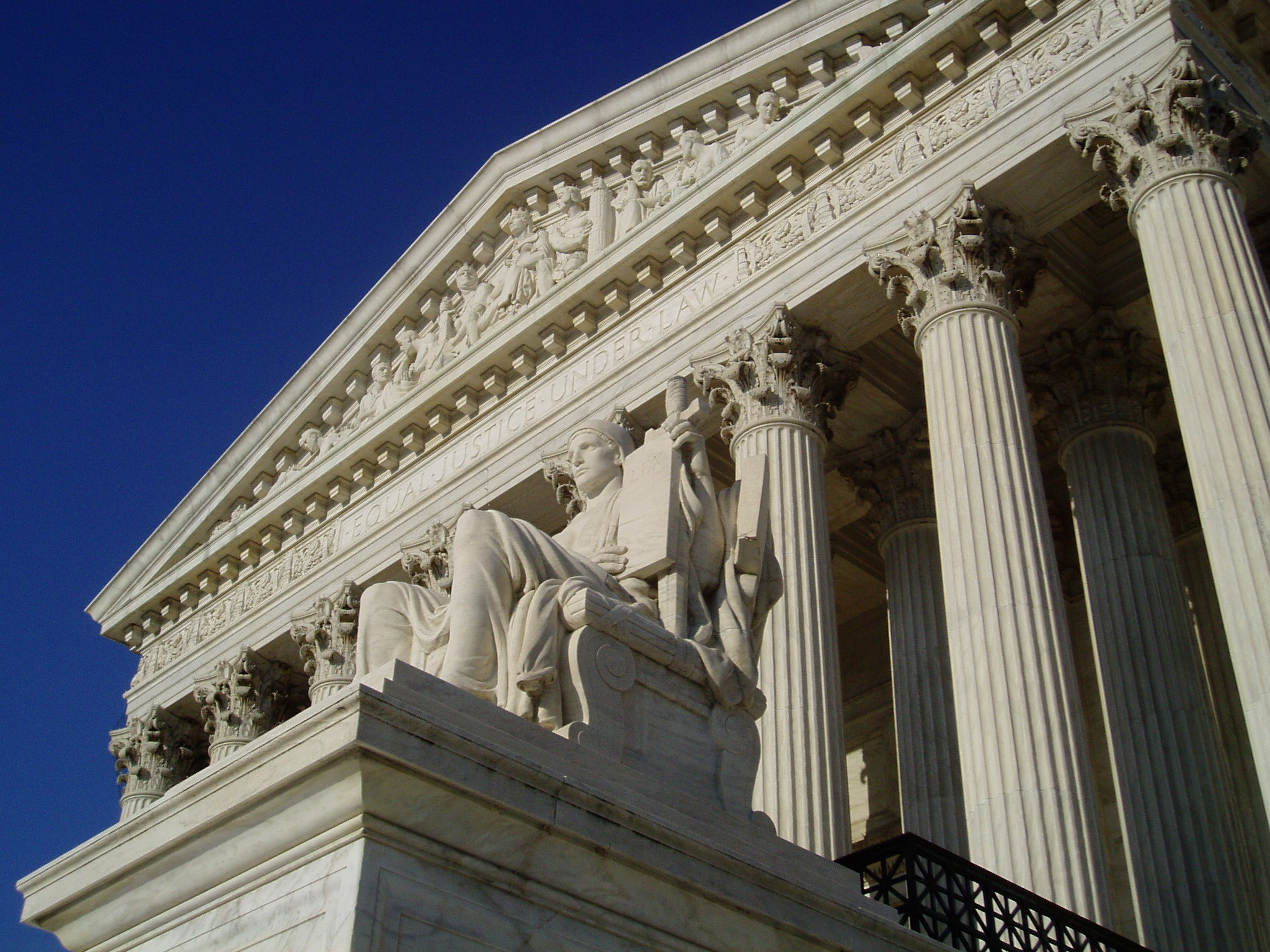
"L'autorità della legge"

In base al progetto di Cass Gilbert, nell'edificio e nell'area circostante furono collocate numerose sculture, che rappresentano figure reali e allegoriche:
- basamenti dei pennoni portabandiera e portoni in bronzo delle facciate est e ovest, di John Donnelly.
- nel frontone del lato ovest: la libertà in trono accompagnata dall'ordine e dall'autorità, e due gruppi di figure rappresentanti il consiglio e la ricerca, le cui sembianze sono modellate su quelle di alcuni giudici, di Gilbert e dell'autore delle sculture Robert Aitken. Sull'architrave al di sotto, la scritta Equal justice under law.
- nel frontone del lato est: alcuni grandi legislatori e altre figure simboleggianti l'amministrazione della giustizia, scolpiti da Hermon Atkins MacNeil. Sull'architrave al di sotto, la scritta "Justice the guardian of liberty".
- sui lati dell'ingresso principale: due figure sedute rappresentanti l'"Autorità della legge" e la "Giustizia in meditazione" di James Earle Fraser.
- sulle pareti dell'aula delle udienze: sul lato sud grandi legislatori dell'antichità (Menes, Hammurabi, Mosè, Salomone, Licurgo, Solone, Dracone, Confucio, Augusto); sul lato nord grandi legislatori del medioevo e dell'età moderna (Giustiniano, Maometto[8], Carlo Magno, Giovanni d'Inghilterra, Luigi IX di Francia, Ugo Grozio, William Blackstone, John Marshall, Napoleone Bonaparte).
- nella Great Hall: busti dei giudici capi degli Stati Uniti, ospitati in nicchie sulle pareti laterali.

## Visite all'edificio
Il palazzo della Corte è aperto al pubblico nei giorni feriali; i turisti possono visitare le aree pubbliche del piano terreno e (tranne nei giorni in cui la Corte è in seduta) del primo piano. Le sedute della Corte sono aperte al pubblico, ma il numero di posti nell'aula delle udienze è limitato. Nei giorni di udienza, all'esterno dell'edificio si formano due file: una per coloro che intendono seguire l'intera seduta, l'altra per i visitatori che restano nell'aula per pochi minuti. I visitatori sono ammessi nell'aula nell'ordine in cui si trovano in fila; l'accesso è consentito nel limite della disponibilità dei posti a sedere.